# Tsongkhapa
Tsongkhapa (chữ Tây Tạng: བཙོང་ཁ་པ་, btsong kha pa, chữ Hán: 宗喀巴, Hán-Việt: Tông-khách-ba, 1357-1419) sinh tại Amdo, Đông Bắc Tây Tạng trong một gia đình quan lại quyền thế đồng thời cũng là một gia đình Phật giáo. Sư là một vị Lạt-ma Tây Tạng, nhà cải cách lừng danh của Phật giáo tại đây. Sư sáng lập tông phái Cách-lỗ (bo. gelugpa དགེ་ལུགས་པ་), với một trong những giáo phái quan trọng nhất của Phật giáo Tây Tạng. Sư là người xây dựng nhiều tháp quan trọng tại Tây Tạng như Drepung (Triết Bang), Sera (Sắc Nhạ) và Ganden (Cách Đăng).
Lúc còn nhỏ, Sư đã đi vào con đường tu học. Năm ba tuổi, Sư thụ giới Cư sĩ với Đức Karmapa thứ 4, Rolpe Dorje (bo. rol pa'i rdo rje རོལ་པའི་རྡོ་རྗེ་, 1340-1383). Sư học với nhiều vị đạo sư khác nhau và nghe nhiều khai thị của hai tông phái Tát-ca và Cam-đan. Khả năng luận giảng xuất sắc của Tsongkhapa biểu lộ trong 18 tác phẩm và các tác phẩm này đã trở thành kinh sách giáo khoa cho các thế hệ sau. Nổi tiếng nhất trong các tác phẩm này là "Đại Luận về con đường giác ngộ" và "Luận về trình tự của mật chú". Sư cho rằng, một tỉ-khâu cần phải nghiên cứu năm ngành học và muốn thế, vị này cần biết lắng nghe các lời khai thị, biết tự mình suy xét phân biệt và biết thực hiện chúng thông qua thiền định. Trong năm ngành đó thì về triết học, Sư khuyên học Trung quán và ngành Nhân minh (sa. hetuvidyā, tức logic học), về thiền định nên nghiên cứu giáo pháp của kinh Bát-nhã-ba-la-mật-đa và A-tì-đạt-ma (sa. abhidharma), về một đời sống chân chính nên dựa vào Luật tạng.
Ngoài các đóng góp trên, Sư còn hoàn tất bốn công trình lớn được kể là: tu chỉnh một bức tượng quan trọng của Di-lặc, kiên trì giữ giới luật ghi trong Luật tạng, thành lập lễ nguyên đán Mon-lam và xây nhiều bảo tháp.
Sau khi tu học và bắt đầu thu nhận đệ tử vào năm 29 tuổi, ngài bắt đầu đổi sang đội mũ màu vàng. Các đệ tử của sư sau đó cũng đều học theo ông đội mũ vàng, nhờ vậy bắt đầu hình thành Hoàng Mạo phái (phái mũ vàng). Mũ vàng vốn ban đầu là mũ dành riêng cho những đại sư có nhiệm vụ duy trì giới luật.